# Stummer János (politikus)
 Stummer János (Gyula, 1984. október 22. –) magyar politikus és informatikus könyvtáros, 2009–2022 között kilépéséig a Jobbik tagja, 2018–2022 között országgyűlési képviselője, 2017–2018 között a párt budapesti elnöke és alelnöke egészen 2020-ig. 2019 decemberétől 2022-ig a Magyar Országgyűlés Nemzetbiztonsági bizottságának elnöke. 2024-től a Momentum elnökségi tagja, a pártba 2022-ben lépett be. 

## Származása, gyermekkora, tanulmányai
Gyermekkorát Újkígyóson és a szomszédos Szabadkígyóson töltötte, általános iskolai tanulmányait Újkígyóson végezte. Középiskolai tanulmányait a békéscsabai Tevan Andor Gimnázium és Nyomdaipari Szakközépiskolában, majd a Rózsa Ferenc Gimnáziumban (ma: Andrássy Gyula Gimnázium és Kollégium) végezte. Utóbbi helyen tett érettségi vizsgát 2003-ban.
2003-ban felvételt nyert az Eötvös Loránd Tudományegyetem Bölcsészettudományi Karára, történelem-informatikus könyvtáros szakpárra, ahol 2010-ben diplomázott. 2010-től az ELTE BTK Könyvtártudományi Doktori Programjának hallgatója, de tanulmányait politikai feladatai miatt megszakította. Ugyanezen idő alatt 2010 és 2014 kötött az ELTE BTK Könyvtártudományi Tanszékén főállású egyetemi tanársegédként dolgozott.

## Egyetemi közéleti tevékenység
2006-tól az ELTE Budaörsi úti kollégium bölcsész diákbizottságának elnöke, ugyanettől az évtől a bölcsészkar hallgatói önkormányzatában a kollégiumi ügyek felelőse. 2007-től az ELTE BTK hallgatói önkormányzatának alelnöke, 2008-tól az ELTE Kollégiumi Hallgatói Önkormányzatának elnöke.
2007 és 2008 között egy évig az ELTE BTK Kari Tanácsának, 2008 és 2009 között az ELTE Szenátusának tagja.
2013-ban nyilvánosságra került, hogy az ELTE BTK hallgatói önkormányzata listázta a gólyatáborba jelentkezőket világnézetük, vélt származásuk alapján. A lista szerzői között Stummer neve is szerepelt. A botrány hatására fizetés nélküli szabadságra küldték, majd kezdeményezte az egyetemnél a munkavégzés alóli felmentését.

## Politikai pályafutása
A Jobbik Magyarországért Mozgalomhoz 2009-ben csatlakozott a Budapest 11. kerületi szervezetében. 2010-től a Budapest 7. kerületi Jobbik-szervezet elnökévé választotta. Itt indult ugyanebben az évben polgármester-jelöltként és lett listán mandátumot szerzett képviselője a pártnak Erzsébetvárosban.
2010-ben Jobbik Ifjúsági Tagozatának alapítója, 2013-ig egyik országos szervezője.
A 2014-es országgyűlési választáson képviselőjelöltként indult Budapest 5. számú választókerületében. Mandátumot nem szerzett, a 2014-es önkormányzati választáson viszont ismét megválasztották önkormányzati képviselőnek Budapest 7. kerületében.
2015-től a Jobbik budapesti regionális igazgatója, 2017-től 2018-ig budapesti elnöke. A 2018-as országgyűlési választáson ismét Budapest 5. számú választókerületében indult a Jobbik jelöltjeként, ahonnan a párt országos listájáról mandátumot szerzett. Képviselői esküjének letételét követően a Törvényalkotási Bizottságban dolgozik.
2018-tól 2020-ig a Jobbik Magyarországért Mozgalom alelnöke.
2019 decemberétől 2022 májusáig az Országgyűlés Nemzetbiztonsági Bizottságának elnöke.
A 2021-es magyarországi ellenzéki előválasztáson Békés megyei 1. sz. országgyűlési egyéni választókerületében indult a Jobbik jelöltjeként, a Mindenki Magyarországa Mozgalom, a Demokratikus Koalíció, és a Momentum támogatásával. A körzetét fölényesen, 77,74%-kal megnyerte.
A 2022-es választáson vereséget szenvedett a fideszes Herczeg Tamástól, így nem jutott mandátumhoz. A választást követően indult a Jobbik elnöki posztjáért, de csak a szavazatok 27,8%-át szerezte meg Jakab Péterrel szemben. Ezt követően kilépett a Jobbikból.
A 2022-ben Budapest 18. kerületi önkormányzatnál kapott állást.
2022. november 15-én belépett a Momentum Mozgalomba.
A Momentum európai parlamenti és önkormányzati választásokon elszenvedett veresége után a a Momentum 2024. július 8-i tisztújításán az országos elnökség tagja lett.
2025 májusában a Momentum Mozgalom bejelentette, hogy Orosz Anna lemondása miatt megüresedő parlamenti mandátumára Stummert szándékoznak delegálni.

## Családja
2022-ig feleségével és három gyermekével Békéscsabán élt, majd Budapestre költöztek.